# Берікуль
Беріку́ль (рос. Берикуль) — село у складі Іжморського округу Кемеровської області, Росія.

## Населення
Населення — 321 особа (2010; 520 у 2002).
Національний склад (станом на 2002 рік):
- росіяни — 93 %